# Basisdaten
Basisdaten (englisch basic data) sind in der Informatik die grundlegenden Daten in einer Datenbank.

## Allgemeines
Das Bestimmungswort „Basis-“ wird in der Praxis entweder im Sinne von „ursprünglichen, grundlegenden Daten“ oder von „inzwischen aktualisierten Plandaten“ verwendet. Basisdaten fallen insbesondere in Unternehmen oder Behörden an. Es handelt sich um unverdichtete Wert-, Mengen-, Orts- oder Zeitdaten, die aus dem operativen Geschäft (operative Daten) stammen, für Managemententscheidungen (dispositive Daten) oder dem Verwaltungshandeln dienen oder für Analysen gewonnen werden. Basisdaten ergeben sich aus unmittelbarer Messung, Summation, Differenzen oder Zählung als absolute Zahlen.

## Umfang
Zu den Basisdaten gehören Stammdaten, Bestandsdaten und Bewegungsdaten. Stammdaten wie beispielsweise personenbezogene Daten oder Kundendaten bleiben über einen längeren Zeitraum hinweg konstant, Bestandsdaten geben Bestände an Objekten (etwa Lagerbestand) an, während Bewegungsdaten als Prozessdaten aus Prozessen gewonnen werden (Produktionsprozess, Führungsprozess, Geschäftsprozess, Wirtschaftsprozess).

## Systematik in Unternehmen
Ein Management-Informationssystem (MIS) benötigt aus dem Unternehmen Basisdaten (Unternehmensdaten), um als Entscheidungsvorbereitung für Managemententscheidungen dienen zu können. Unternehmensinterne Basisdaten entstehen auf Sachbearbeiterebenen als operative Daten. Hier gibt es interne Daten aus dem Rechnungswesen wie die Gewinn- und Verlustrechnung, Bilanzpositionen, Personaldaten oder Kundendaten. Als externe Basisdaten kommen Marktdaten oder Daten aus Betriebsvergleichen in Betracht. Aus den vergangenheitsbezogenen Daten werden Plandaten entwickelt, die für unternehmerische Entscheidungen dienen.
Dazu ist eine Verdichtung notwendig, um hieraus dispositive Daten gewinnen zu können. Investitions-, Produktions-, Kosten- und Absatzplanung stellen wiederum Basisdaten für die Personalbedarfsplanung zur Verfügung. Auf diese Weise kann für jede der betrieblichen Funktionen (Beschaffung, Produktion, Finanzierung, Verwaltung und Vertrieb) ein eigenständiges Planungskonzept entworfen werden.

## Weitere Fachgebiete
In der Logistik stellen Basisdaten das grundlegende Zahlenmaterial für die Logistikplanung dar.
Der Verband der Ersatzkassen gibt jährliche „Basisdaten des Gesundheitswesens“ heraus, worunter er Daten, Zahlen und Fakten zu den wichtigen Themenbereichen Bevölkerung, Versicherte, Krankenkassen, Finanzierung, Versorgung und soziale Pflegeversicherung versteht.
In der Demografie gibt es Basisdaten von Staaten oder Regionen, wozu insbesondere Bevölkerung, Altersstruktur, Geburtenziffer oder Mortalität gehören.
Basisdaten sind in der Topografie die aus der topographischen Landesaufnahme abgeleiteten Ergebnisse.

## Abgrenzung
Primärdaten sind diejenigen Daten, die bei einer Beobachtung, einer Messung oder einer Datenerhebung unmittelbar gewonnen werden und die noch unbearbeitet vorliegen. Die Begriffe Primär- und Sekundärdaten beziehen sich auf sämtliche Datenerhebungen, während Basisdaten auf Datenbanken begrenzt sind.